# نوباء وردية
نوباء وردية (الاسم العلمي: Alternaria rosae) هو نوع من الفطريات يتبع جنس النوباء من الفصيلة البوغيانية.